# Frágil como o Mundo
Frágil Como o Mundo é um filme português de 2001, do género drama romântico, realizado e escrito por Rita Azevedo Gomes e produzido por Paulo Branco. A longa-metragem é protagonizada por dois jovens apaixonados, Vera e João (interpretados respetivamente por Maria Gonçalves e Bruno Terra), que fogem de casa e se isolam numa floresta prometendo nunca se separar. O filme foi estreado comercialmente em Portugal no dia 20 de julho de 2001. No mês seguinte, Frágil Como o Mundo teve a sua apresentação internacional quando integrou a secção Novos Territórios do Festival de Cinema de Veneza.

## Sinopse
Vera e João são dois adolescentes apaixonados. Aparentemente, a sua vida não lhes apresenta quaisquer problemas. Ambos têm família e amigos que os amam. Enquanto adolescentes que são, toda a sua vida fora definida por outros. O casal sente que não tem espaço, e principalmente, não tem tempo para viver a sua paixão. Para além de se ocuparem com os estudos, as suas casas estão distantes. Mas o maior problema reside no facto de sentirem que o seu próprio tempo de vida não lhes permite amar-se.
Tentando definir o seu futuro, Vera e João iniciam um plano de fuga. Com a mesma inocência com que participam num jogo infantil, fogem de suas casas, e afastam-se das suas terras. O casal isola-se numa floresta. Aí chegados, fazem um pacto: nunca se separarão "por nada deste mundo".
Vera conta a João um segredo que nunca havia revelado nem à família. Descreve uma experiência, memória ou imaginação, de quando era mais criança. Encontrou-se em perigo, presa num sítio sem saída. Com toda a sua fé, Vera pediu à Mãe Natureza para que se abrisse uma fenda que lhe permitisse sair dali. Uma rocha gigante move-se, libertando-a. Ao ouvir o relato, João acredita.
Um elo de cumplicidade entre o casal e de união com a Natureza da floresta torna-se gradualmente mais intenso. Mas Vera, pelo contrário, começa a sentir-se mais fraca e acaba por adoecer. João encontra-se num dilema: por um lado, não quer quebrar o pacto de não se separarem "por nada deste mundo", mas, por outro, quer deixá-la só para ir pedir ajuda.

## Elenco
- Maria Gonçalves, como Vera;[9]
  - Maria Celestino da Costa (Vera, menina).
- Bruno Terra, como João.
- Sophie Balabanian, como Mãe de Vera.
- Carlos Ferreira, como Pai de Vera.
- Manuela de Freitas, como Avó.
- Duarte de Almeida (João Bénard da Costa), como Avô.
- Carolina Villaverde, como Luzinha.
- Nuno Nunes, como Irmão de Vera.
- Marta Costa, como Amiga de Vera.
- Mário Barroso, como Narrador.
- Francisco Grave, como Caçador.

## Equipa técnica
- Realização: Rita Azevedo Gomes.[10]
- Argumento: Rita Azevedo Gomes.
- Produção: Paulo Branco.[11]
- Direção de fotografia: Acácio de Almeida.[2]
- Direção de som: Joaquim Pinto, Philippe Morel, Antoine Bonfanti, Ricardo Leal, Pedro Melo.
- Montagem: Rita Azevedo Gomes e Manuela Viegas.
- Mistura de som: Xavier Bonneyrat e John Fewell.
- Direção de arte: Paula Migalhada.
- Assistentes de realização: Jorge Lopes, Carlos Braga e Cesário Monteiro.
- Música: Nicholas McNair.

## Produção

### Desenvolvimento
Rita Azevedo Gomes começou a interessar-se no projeto que seria Frágil Como o Mundo depois de ler uma notícia de jornal em 1993, acerca de um suicídio de um casal de adolescentes. Nas suas palavras, "um rapaz e uma rapariga, encontrados mortos muito compostinhos, deitados, sem sinais de violência, à sombra de uma azinheira num campo do Alentejo. Era uma daquelas histórias que ninguém percebia, dois miúdos que se matam: como é que morreram – porque, aparentemente, nas vidas deles estava tudo bem e nada sugeria que o pudessem fazer". Ao desenvolver a história num argumento, Azevedo Gomes integrou fragmentos de textos literários de poetas como Agustina Bessa-Luís, Cecília Meireles, Luís Vaz de Camões, Rainer Maria Rilke e ainda Sophia de Mello Breyner Andresen, cujo verso "Terror de te amar num sítio tão frágil como o mundo", do poema Terror de Te Amar, dá título ao filme. Para além destas citações literárias, em particular para a figura do Avô da protagonista, a cineasta usou referências do cinema de Carl Theodor Dreyer.
Com reduzidos meios de produção, a Azevedo Gomes iniciou autonomamente a preparação de Frágil Como o Mundo. Quando Paulo Branco integrou o projeto, a maior parte da pré-produção (como castings, réperages e adereços) já haviam sido definidos pela realizadora. Acerca da definição dos locais de gravação, a cineasta recorda que "eu falava com diretores de serviços florestais – e aquilo em Sintra é tudo pago ao preço de ouro e eu não paguei um tostão, o Paulo não pagou um tostão, porque eu fiz tudo sozinha, (...) lá consegui todos os décors à borla".

### Rodagem
As gravações decorreram na Área Metropolitana de Lisboa, por exemplo, em locais de Sintra e Vila Franca de Xira. Ao longo do processo de rodagem decorreram vários constrangimentos, nomeadamente entre a realizadora e membros da produção. A direção de som encontrava-se dependente da disponibilidade dos técnicos. Tal forçou a que várias cenas tivessem sido gravadas sem som direto ou até sons de referência.

### Pós-produção
O intenso envolvimento da cineasta prolongou-se na fase de pós-produção. Para além da passagem para preto e branco, a falta de som direto forçou a dobragem dos personagens pelos atores e a posterior composição de sons ambientais. "Cheguei a fazer música para o Frágil como o Mundo, fui com umas bolhas, vidros e cataplanas para fazer uns sons de que precisava, misturados com violinos, e foi muito engraçado porque estava sozinha a gravar, ia para Sintra às três da manhã e levava um DAT" (Rita Azevedo Gomes). Os problemas de som despoletaram também novas reescritas de diálogos, para além da inclusão de um poema, Menina e Moça, de Bernardim Ribeiro, que motivou o convite ao cineasta Mário Barroso para o interpretar como narrador.

## Temas e estética
Para a cineasta, o cinema é o território de comunhão da poesia, da realidade ou memória, da natureza e do sonho: "o cinema é o sítio certo para representar a coexistência das pedras e dos fantasmas". Deste modo, Frágil Como o Mundo parte de uma premissa de fábula infantil e tragédia Shakespeariana, mas assume uma abordagem moderna da imagem e do som. De facto, algo característico do cinema de Rita Azevedo Gomes, o filme resulta de uma fusão de imaginários de lendas e referências literárias que, neste caso, enaltecem os elementos românticos da obra, acerca do amor impossível, a perecibilidade do corpo, a comunhão com a natureza e a percepção da fragilidade humana. Além da poesia em evidência, a música e a pintura são elementos incluídos em Frágil Como o Mundo que reforçam toda esta simbologia. A obra faz também uso da voz literária como uma camada adicional: "a narração funciona um pouco como se fosse música. Mas a música é uma coisa abstrata e a voz, pelo contrário, é capaz de tornar a imagem subjetiva. Por outras palavras, enquanto a câmara torna a imagem objetiva, ao aproximar (...) uma imagem da realidade, a narração torna-as subjetivas".
O filme destaca-se igualmente pela composição cuidada dos planos, por uma letargia na representação e ação, mas também pela simplicidade onírica dos cenários. De facto, o nevoeiro assume preponderância ao longo da obram tomando conta da imagem, num presságio que antecipa o destino dos protagonistas. Toda esta carga imagética do filme o coloca num universo atemporal, que não se insere puramente no cinema clássico nem contemporâneo.
A cineasta justificou a opção pela imagem a preto e branco suavizada como tentativa de unir todas as realidades, memórias e fantasias evocadas ao longo da narrativa. Ainda assim, como contraste, surgem alguns planos a cores, como a panorâmica inicial numa casa em ruínas que remete para uma memória esquecida. Na segunda metade do filme, um flashback numa floresta introduz de novo as cores à obra, atribuindo ao local uma componente encantada e sugere que a cena pode não resultar só da memória, mas também da imaginação. Apesar de a sequência ser interrompida pelo preto e branco, a imagem retoma a coloração quando a câmera revela os tons irreais da floresta e dos espectros em redor do casal.

## Distribuição

### Lançamento
Frágil como o Mundo foi distribuído comercialmente em Portugal pela Atalanta Filmes, tendo estreado a 20 de julho de 2001 nos cinemas King (Lisboa) e Charlot (Porto). A Atalanta Filmes viria também a editar Frágil como o Mundo em VHS. Em França, o filme chegou às salas de cinema a 25 de agosto de 2002, pela distribuidora Gémini Films.

### Festivais
Após a sua estreia em Portugal, o filme integrou a secção Novos Territórios da edição de agosto de 2001 do Festival Internacional de Cinema de Veneza e foi exibido a 28 de maio de 2002 no Zlín Film Festival (Chéquia). Desde então, a obra tem integrados outros festivais internacionais de cinema, no âmbito de sessões de retrospetiva das obras de Rita Azevedo Gomes. De entre esses eventos, destacam-se os seguintes:
- Festival Internacional de Cinema Independente de Buenos Aires (Argentina, abril de 2014).[22]
- Black Canvas Contemporary Film Festival (México, 2019).[23]
- Lisbon & Sintra Film Festival (Portugal, 2019).[24]

## Receção

### Audiência
Frágil Como o Mundo foi visto nas salas de cinema portuguesas, no ano da sua estreia, por cerca de 1.600 espectadores.

### Crítica
Aquando o seu lançamento em Portugal, tal como com a primeira longa-metragem de Azevedo Gomes, também Frágil Como o Mundo suscitou reações extremadas e contraditórias. Desde então, ao rever a obra da cineasta, vários críticos de cinema consideraram Frágil Como o Mundo o seu melhor filme. Entre eles estão Hugo Gomes (C7nema) e Filipe Furtado (Revista Cinética). Iván Zgaib (La Fuga) revelou-se impressionado com a obra, considerando-a "difícil de classificar, como uma espécie de OVNI cinematográfico que aparecia na tela: misterioso, hipnotizante, cativante". Luís Miguel Oliveira, na Ípsilon, concorda que se nota uma maior ousadia da cineasta neste filme, de modo a "entrar nos terrenos mais delirantes, optar pelas soluções mais arriscadas, sem nunca perder o pé e sem que nunca se esvaia a sensação de uniformidade e de justeza". Carla Oliveira, num texto no Zinematógrafo, defende que Rita Azevedo Gomes usa Frágil Como o Mundo para mesclar vários elementos românticos "à perfeição, criando um filme visualmente impressionante, original e poético".
Outros críticos da Ípsilon, Mário Jorge Torres e Kathleen Gomes, revelaram-se nos seus textos pouco impressionados com o filme, acima de tudo por considerarem que a sua abordagem repleta de literatura surge fora de tempo no cinema português. Gomes acrescenta até que Frágil Como o Mundo está "tão repleta de citações (literárias e cinematográfias) que se torna difícil asseverar da originalidade do seu universo."